# АК-726
АК-726 е съветска сдвоена корабна универсална артилерийска установка с калибър 76,2 mm, на въоръжение във ВМС на СССР от 60-те години на 20 век. На въоръжение е приета на 23 май 1964 г. под индекса АК-726. Серийното производство на установките АК-726 продължава до 1987 – 1988 г.

## Описание
Артилерийската установка се състои от две оръдия с калибър 76,2 mm, монтирани на общ лафет. Автоматиката служи за намаляване на отката на ствола. Стволовете са нарезни, моноблочни, снабдени с прицели. Снарядите се подават в подемниците от погреби, разположени под кулата. Товаренето на снарядите в подемника се осъществява ръчно. Двата ствола произвеждат изстрелите едновременно. В прекъсванията между стрелбите стволовете се охлаждат със задбордна вода с помощта на автоматичната система за охлаждане. Максималната продължителност на серията е 40 – 45 изстрела, с края на които се произвежда охлаждането в течение на три минути. Ресурсът на ствола е 3000 изстрела.
Насочването на кулата бива автоматично, полуавтоматично и ръчно (последните два способа за насочване са с помощта на оптическия прицел „Призма“). Автоматичното насочване се осъществява с помощта на артилерийския радар МР-105 „Турель“ (по класификация на НАТО – Hawk Screech). Разчетът на кулата и системата на комплекса се състои от 9 души (в т.ч. 4 под кулата), масата на кулата е 26 t. Куполът има лека броня с дебелина 5 mm. Недостатък на купола е слабата вентилация, водеща до необходимост да се стреля при отворени люкове. Преимущества на системата са точност и високата надеждност. Скоростта на насочване във вертикалната плоскости е 30°/секунда, в хоризонталната – 35°/сек., или съответно 1,2°/сек. и 1°/сек. (ръчно).
Използват се два типа изстрели:
- Противоавиационният (зенитен) изстрел УЗСБ-62РП със снаряда ЗС-62, снаряжен с 0,4 кг взривно вещество, с радиовзривател тип АР-67, който сработва на дистанция до 8 м от целта;
- Осколочно-фугасният изстрел УОФБ-62, със снаряд ОФ-62 с ударен взривател тип ВГ-67 със самоликвидатор; времето за сработване на самоликвидатора е 28 – 31 секунди.

Масата на изстрела е 12,4 kg, а бойният заряд е 400 g и за двата типа изстрели, масата на барутния заряд е 3,055 kg.

## История
Работите над новата артилерийска система калибър 76,2 mm, използвана главно за противовъздушна отбрана, а също и за поразяване на морски цели, започват през 1954 г. конструкторското бюро ЦКБ-7 (по-късно вече бюро „Арсенал“, главен конструктор П. Тюрин). Основната част на системата е двустволната артилерийска кула (със заводско обозначение ЗИФ −67), включваща и система за управление на огъня. Новото си развитие проекта получава през 1956 – 57 г. Прототипът на купола ЗИФ-67 е произведен през 1958 г. Два различни варианта на кулата са изпратени на морски изпитания от 1960 до 1961 г. на два противолодъчни кораба от проекта 159, ПЛК-1 и ПЛК-17, в Черно и Балтийско морета. След изпитания е избран вариантът за купол с опростена система за подаване на боеприпасите, като по-надеждна, и започва производството на системата и нейният монтаж на новите кораби. Пълната версия на системата АК-726, с радар за управление на огъня МР-105, е за първи път поставена на ракетния крайцер „Грозный“ (от проекта 58) и на ГПК „Комсомолец Украины“ (проект 61) през 1962 г.
Системата е официално приета на въоръжение на 24 юни 1964 г. Оттогава АК-726 става една от най-разпространените
артсистеми на съветските кораби, а също се произвежда и за износ. Обаче поради ниската си ефективност за поразяване на морски цели, а също и поради малкия си калибър от 80-те години на новите кораби тези установки са заменени от системата АК-100 (калибър 100 mm).

## ТТХ
Основни характеристики:
- Калибър: 76,2 mm
- Дължина на ствола: 59 калибра (L/59)
- Брой стволове: 2
- Ъгли: −10° +85°
- Скорострелност: 90 – 107 изстрела/минута (за един ствол)
- Маса на патрона: 12,4 kg
- Маса на снаряда: 5,9 kg
- Начална скорост: 980 m/s
- Далечина на стрелбата: до 15 km

## Основни ползватели на АК-726
- СССР ВМФ СССР
  -  Военноморски флот на Русия
  -  Военноморски сили на Украйна
  -  Военноморски сили на Азербайджан
- Военноморски сили на Полша
- Виетнамски народни военноморски сили
- Сирийски арабски военноморски флот
- Военноморски сили на Индия
- други страни

## Кораби, носещи AK-726
Установките АК-726 се поставят на съветските кораби:
- Крайцери проект 58
- Авионосни крайцери проект 1143
- Есминците от проекта 56у
- Есминците от проекта 61
- Големи противолодъчни кораби проект 61
- Големи противолодъчни кораби проект 1134-Б
- Ракетните ПЛК от проект 1135 (11352, 11353)
- Ракетните ПЛК от проекта 1159
- Малките ПЛК от проекта 35
- Малките ПЛК от проекта 159
- Десантните кораби от проекта 1171.1
- Десантните кораби от проекта 1174
- Учебните кораби от проекта 887
- Патрулните ледоразбивачи от проект 97п

На кораби от други страни:
- „Марасести“ ( Военноморски сили на Румъния)
- Фрегати тип „Тетал“ ( Военноморски сили на Румъния)
- Фрегати тип „Котор“ ( Югославия)